# Legnano
Legnano je italské město v regionu Lombardie v nejsevero-západnější části provincie Milán (metropolitní město Milán).
Dne 29. května 1176 se zde odehrála bitva u Legnana, v níž byl římský král a císař Fridrich I. Barbarossa (1122–1190) poražen Lombardskou ligou (1167–1250, zánik po smrti Fridricha II.). V roce 1849 o tom Giuseppe Verdi napsal operu La battaglia di Legnano – operu o čtyřech dějstvích na italsky psané libreto Salvadora Cammarana (1801–1852), uvedenou v premiéře v Teatro Argentina v Římě dne 27. ledna 1849. Město Legnano je díky této bitvě spolu s Římem jediným městem, které je zmiňováno v textu italské hymny Goffreda Mameliho (1827–1849).
Hlavním kostelem města je bazilika svatého Magna.

## Vývoj počtu obyvatel
Počet obyvatel